# Francisco de Assis de Távora
Francisco de Assis Baltazar José António Bernardo Tomás Gonçalo de Távora, 3.º Conde de Alvor e por seu casamento, 3.º Marquês de Távora e 6.º Conde de São João da Pesqueira (Lisboa, 7 de outubro de 1703 - Lisboa, 13 de janeiro de 1759) foi um nobre, militar e administrador colonial português. Foi vice-rei da Índia, entre 1750 e 1754. Vítima da conspiração conhecida como o "Processo dos Távoras", acabou por ser executado, junto com a Casa dos Távoras.

## Biografia
Filho e herdeiro primogénito do 2.º Conde de Alvor, D. Bernardo António Filipe Neri de Távora (1681-1744), e de sua mulher D. Joana de Lorena (1687-?), nasceu no palácio Alvor às Janelas Verdes, em Santos, sendo baptizado a 21 de outubro de 1703.
Em 1715 acompanha os pais a Chaves, onde viveu em sua companhia, visto o seu pai ter sido nomeado, nesse mesmo ano, Governador das armas da província de Trás-os-Montes. Nesta região, em Mirandela, a 21 de fevereiro de 1718, contando apenas 14 anos, casou-se com sua prima, D. Leonor Tomásia de Távora, 3.ª Marquesa de Távora e 6.ª Condessa de São João da Pesqueira.
A Gazeta de Lisboa noticia o casamento, dizendo: "Francisco de Assis de Távora, filho primogénito do Conde de Alvor, se recebeo na Villa de Mirandella da Provincia de Traz os Montes, com a senhora D. Leonor de Távora, filha única, & herdeyra do Conde de S. João, & da Casa dos Marquezes de Távora, seus avós." Assim, por via de matrimónio, torna-se também 6.º Conde de São João da Pesqueira.
Como tenente-general, foi nomeado governador da praça de Chaves. Na década de 1730, foi sargento-mor de um regimento de Cavalaria da praça de Elvas com patente de Coronel, época na qual residiu no Alentejo, passando residência também em Évora, Porto, Almeida ou Torre de Moncorvo, onde presidiu a reuniões de poesia da Academia dos Unidos. Foi também cavaleiro tauromáquico.
Em carta de Dom João V, de 18 de fevereiro de 1750, foi nomeado vice-rei da Índia, partindo ele e a esposa de Lisboa em 28 de março, chegando a Goa em 22 de setembro, sucedendo ao marquês de Alorna, Pedro de Almeida Portugal e Vasconcelos. Foi com o marquês à Índia, o arcebispo António Taveira da Neiva Brum da Silveira, seu amigo de longa data e nomeado Arcebispo de Goa.
Durante o seu vice-reinado, teve uma notável acção na Índia, não só através das conquistas de várias fortalezas, como no domínio comercial, trazendo grandes vantagens aos portugueses. Empreendeu campanha contra o pirata Cananja, tomando-lhe o forte e queimando várias de suas naves. Declarou guerra ao rei de Sunda, tomando a praça de Piro e as fortalezas de Ximpem e de Conem, apossando-se também da esquadrilha que estava fundeada no rio Karwan. Invadiu depois as províncias de Pondá e de Zambaulim.

## Processo dos Távoras
O seu retorno à Corte veio junto com sua fama pelas vitórias e pela administração de sucesso na Índia. D. Leonor, mulher política e bastante envolvida nas coisas do reino, não compartilhava das ideias do novo homem dos negócios do reino, Sebastião José de Carvalho e Melo, tido por ela como um novo-rico. 
Com estes aspectos, o futuro Conde de Oeiras conseguiu adiar um julgamento contra toda a Família Távora, sob a acusação de tentativa de regicídio contra Dom José I.
Assim acabou por ser executado, junto com a mulher, D. Leonor, dois de seus filhos, D. Luís Bernardo e D. José Maria, um cunhado, D. José Mascarenhas da Silva e Lencastre, 8.º Duque de Aveiro, e um genro, D. Jerónimo de Ataíde, em 13 de janeiro de 1759, numa cruel e sangrenta execução que se deu num cadafalso público em Belém. Os restos mortais foram posteriormente queimados e as cinzas lançadas ao Rio Tejo.

## Descendência
De seu casamento com Leonor de Távora, teve 13 filhos:
- D. Mariana Raimunda Bernarda de Távora (Mártires, Lisboa, 24 de setembro de 1722 - ?), casada com D. Jerónimo de Ataíde, 11.º Conde de Atouguia, executado junto com a família, de quem teve 6 filhos;
- D. Luís Bernardo de Távora, 4.º marquês de Távora (São Sebastião da Pedreira, 29 de agosto de 1723 - Santa Maria de Belém, 13 de janeiro de 1759), também executado com sua família, foi casado com sua tia paterna, D. Teresa de Távora e Lorena (1723-1794), de quem teve 3 filhos: Francisco, Maria e Joana, todos falecidos na infância. Alegadamente D. Teresa foi amante de D. José I de Portugal, um dos motivos principais do Processo dos Távoras;
- D. Joana Bernarda de Távora e Lorena (São Sebastião da Pedreira, 17 de julho de 1724 - setembro de 1724);
- D. Bernardo José António Filipe Baltazar de Távora (São Sebastião da Pedreira, 26 de maio de 1725 - Porto, 1725);
- D. Margarida de Távora (Santa Maria Maior, Chaves, 20 de junho de 1726 - Sé, Évora, 22 de dezembro de 1735);
- D. Ana de Távora (Santa Maria Maior, Chaves, 27 de junho de 1727 - ?), falecida na infância em data e local desconhecido;
- D. António de Távora (5 de agosto de 1728 - 24 de junho de 1731);
- D. Leonor Tomásia Raimunda de Lorena e Távora (Santos-o-Velho, Lisboa, 14 de dezembro de 1729 - Almada, Setúbal, 30 de outubro de 1790), sobreviveu ao julgamento, casada com D. João de Almeida Portugal, 2.º Marquês de Alorna e 4.º Conde de Assumar (1726-1802), não carregou nenhum título familiar, deixou 3 filhos, entre os quais a famosa Marquesa de Alorna, D. Leonor de Almeida Portugal. Sepultada na capela-mor da Igreja de São Tiago de Almada;
- D. Inês de Távora (17 de setembro de 1731 - ?), falecida na infância em data e local desconhecido;
- D. Nuno de Távora (Almeida, Guarda, 3 de setembro de 1732 - Almeida, Guarda, 3 de setembro de 1732), natimorto;
- D. Raimunda de Távora (16 de agosto de 1733 - junho de 1734/5);
- D. José Maria de Távora (9 de setembro de 1736 - Santa Maria de Belém, 13 de janeiro de 1759), também executado com sua família, solteiro;
- D. Maria de Távora (? - 7 de novembro de 1748).